# Luis Orione

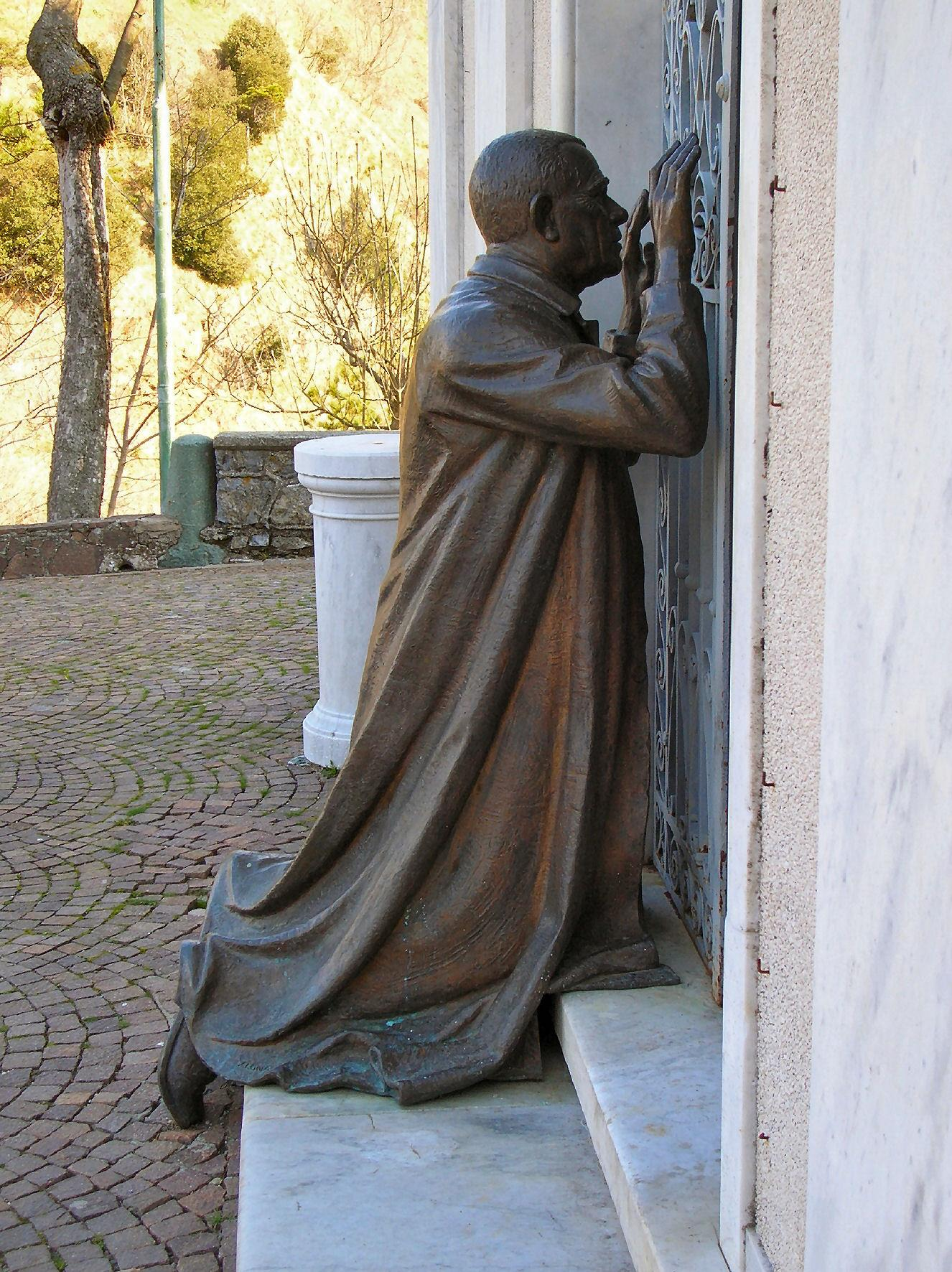
Estatua de San Luis Orione en la capilla de la aparición de Nuestra Señora de la Guardia, del monte Figogna, donde a unos metros se alza el gran santuario dedicado a la Virgen, Génova, Italia.

Luigi Orione, conocido como Don Orione o san Luis Orione (Pontecurone, Italia, 23 de junio de 1872 - San Remo, 12 de marzo de 1940), fue un religioso y sacerdote católico, fundador de las Congregaciones Religiosas "Pequeña Obra de la Divina Providencia" (conocida como Obra Don Orione) y "Pequeñas Hermanas Misioneras de la Caridad".

## Primeros años
Fue el cuarto hijo de Víctor Orione y Carolina Feltri. Al día siguiente de su nacimiento, el 24 de junio, fue bautizado con el nombre de Juan Luis Orione. El ambiente familiar que rodeó a Don Orione en los primeros años de su vida fue de una gran pobreza, ocupando un lugar muy especial la fe sencilla y firme transmitida desde la infancia por su madre. 
De los diez a los trece años acompañará en el trabajo a su padre como empedrador de calles, aunque en su corazón siempre tuvo el deseo de ser sacerdote.  
A los 13 años en el año 1885 su sueño comienza a hacerse realidad cuando ingresa en al convento franciscano de Voghera, sin embargo al poco tiempo, después al verse afectado por una fuerte pulmonía, debe abandonar el convento y regresar a su casa. El mes de octubre de 1886, tendría una nueva oportunidad para cumplir su sueño de ser sacerdote: ingresará al Oratorio de Valdocco, de la congregación salesiana -donde conocerá a san Juan Bosco- y en el que cursó y vivió durante los tres años. En el año 1889 toma la decisión de no continuar con los salesianos, sino ingresar al seminario diocesano de Tortona, donde conoció a otro santo italiano, el padre Cayetano Catanoso. A los 20 años el 3 de julio de 1892, abrió en Tortona el primer Oratorio para cuidar la educación cristiana de los jóvenes. Al año siguiente, el 15 de octubre de 1893, Luis Orione, abrió un colegio para chicos pobres en el barrio San Bernardino.
Fue ordenado sacerdote el 13 de abril de 1895,y al mismo tiempo, el Obispo impuso el hábito clerical a seis alumnos de su colegio. En poco tiempo, Don Orione abrió nuevas casas en Mornico Losana(Pavía), en Noto (Sicilia), en San Remo, en Roma.
En los comienzos de su ministerio, Don Orione fue descubriendo poco a poco su verdadera vocación, reuniendo a niños de escasos recursos para ayudarlos en sus estudios. Alrededor del joven sacerdote crecieron quienes le ayudaron a formar el primer núcleo de la Pequeña Obra de la Divina Providencia. En 1899 fundó la obra y congregación de los Ermitaños de la Divina Providencia en Italia (1899).

## Fundador
En marzo de 1900, sufrían una escasez de alimentos y encomendándose a San José como proveedor de las casas religiosas como él lo fue de la Sagrada Familia, y un señor fue a dejarles un sobre grueso con dinero, hecho que fue informado a Monseñor Novelli, a lo que monseñor les dijo "'Era San José, era verdaderamente San José".
El decreto del 21 de marzo de 1903, del Obispo de Tortona, Mons. Igino Bandi, reconoció canónicamente a los Hijos de la Divina Providencia (sacerdotes, hermanos coadjutores y ermitaños), congregación religiosa masculina.
Importancia capital tuvo su participación en la ayuda brindada tras los terremotos que azotaron Italia, especialmente los de la zona de Reggio y Mesina (1908). Por deseo de Pío X fue vicario general de la diócesis de Messina durante tres años.
El 29 de junio de 1915, dio inicio fundando así la Congregación de las Pequeñas Hermanas Misioneras de la Caridad.Así socorrió a la población con su gente, ante el terremoto de Marsica (1915). En ese último año se abrió el primer grupo de los Pequeños Cottolengo en Italia, al cual siguieron otros. Después de la conclusión en 1918 de la Primera Guerra Mundial se multiplicaron las escuelas, colegios, colonias agrícolas, obras caritativas y asistenciales, ramas de sus organizaciones.
El celo misionero de Don Orione, que ya se había manifestado con el envío a Brasil en 1913 de sus primeros religiosos, que luego se extendió a Argentina y Uruguay (1921), Inglaterra (1935) y Albania (1936). 
Viajó a América del Sur en dos oportunidades, en los años 1921-1922 y 1934-1937, viviendo en Brasil, Uruguay, Argentina y Chile. El 16 de noviembre de 1921 visita por primera vez el Santuario, de Nuestra Señora de Luján para orar ante la Virgen y dar misa. Al año siguiente vuelve a visitar Luján.

## Últimos años
En 1927, a los 56 años, tuvo lugar la fundación de las Hermanas Adoratrices Sacramentinas invidentes y en 1931 la del Santuario Nuestra Señora de la Guardia.
Gozó de la estima personal de varios Papas y de las autoridades de la Santa Sede, que le confiaron numerosos y delicados encargos para resolver problemas y curar heridas tanto dentro de la Iglesia como en las relaciones con el mundo civil. Fue predicador, confesor y organizador infatigable de peregrinaciones, misiones, procesiones, «belenes vivientes» y otras manifestaciones populares de la fe. Muy devoto de la Virgen, promovió su devoción por todos los medios y, con el trabajo manual de sus clérigos, construyó los santuarios de la Virgen de la Guardia en Tortona y de la Virgen de Caravaggio en Fumo. Luigi Orione retorna a la Basílica de Luján el 1 de abril de 1935, para celebrar su 40 aniversario de su ordenamiento sacerdotal.
Volvió a Italia, a su casa en San Remo pero ya eran notables sus problemas de corazón y pulmones. «no es entre las palmeras donde deseo vivir y morir, sino entre los pobres que son Jesucristo». Al final del invierno, y después de tres días de agonía, y rodeado de sus hermanos, falleció, a los 67 años, el 12 de marzo de 1940, donde su notoriedad era vasta.

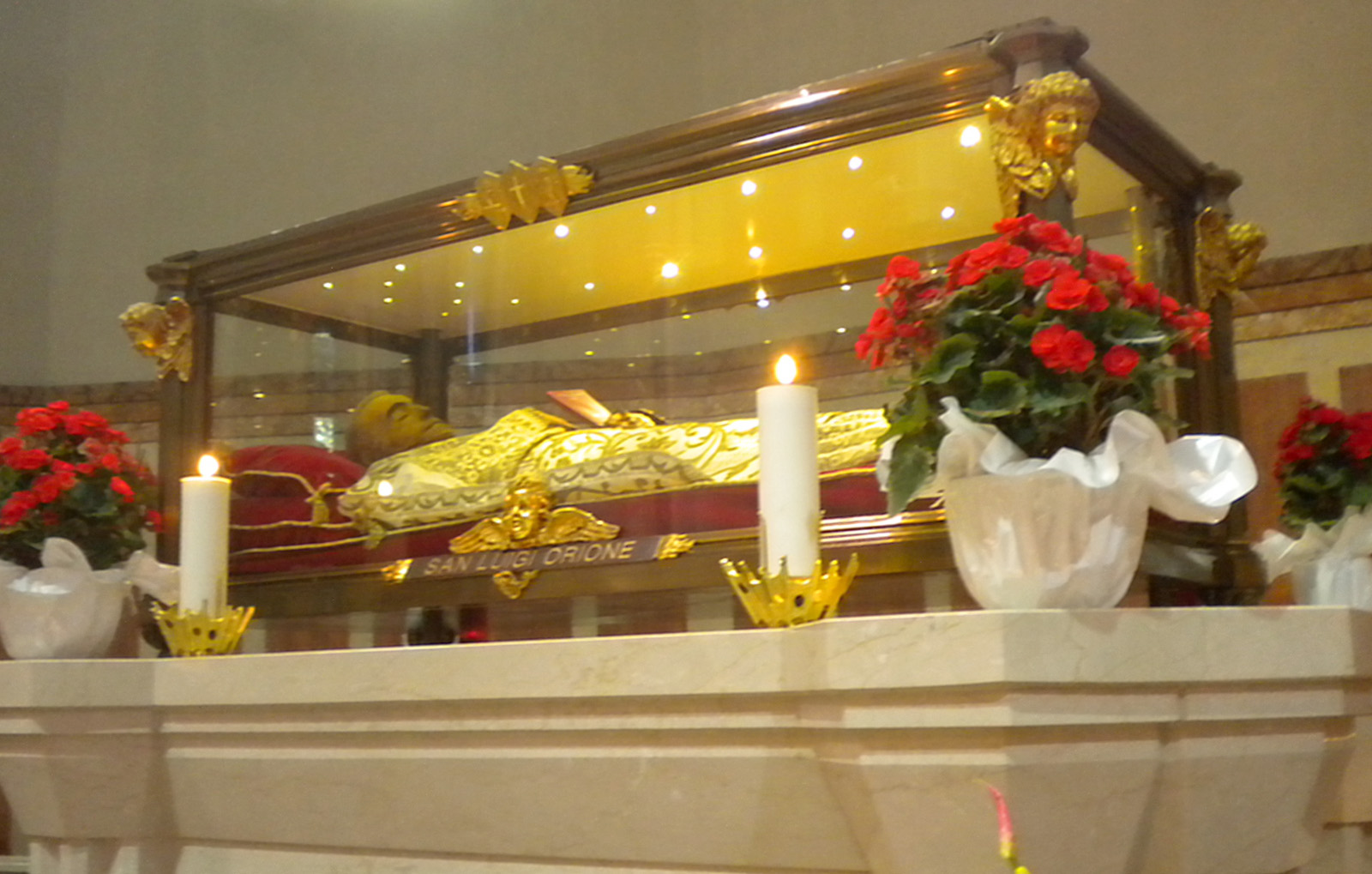
Cuerpo incorrupto de san Luis Orione, expuesto en el Santuario Nuestra Señora de la Guardia en Tortona, Italia

## Canonización
Su cuerpo, al momento de la primera exhumación en 1965, se encontró intacto y fue puesto en un lugar de honor en el santuario de la Virgen de la Guardia de Tortona, Italia.Fue beatificado por el papa Juan Pablo II el 26 de octubre de 1980 y canonizado, por este mismo Papa, el 16 de mayo de 2004.
El 29 de agosto de 2000 su corazón llega en un relicario para residir definitivamente en el Cottolengo del barrio Don Orione, en la ciudad de Claypole, provincia de Buenos Aires, Argentina, donde se expone. Desde ese día este santuario es lugar de peregrinación de los fieles.